# 愛知治郎
愛知 治郎（あいち じろう、1969年〈昭和44年〉6月23日 - ）は、日本の政治家。参議院議員（3期）、自由民主党参議院議員副会長を歴任。

## 来歴・人物
1969年（昭和44年）、日本鋼管の社員だった愛知和男の次男として、ニューヨーク州に生まれた。日本に帰国後は日本女子大学附属豊明幼稚園（東京都文京区）に入園したが、第2次田中内閣で大蔵大臣を務めていた祖父・愛知揆一の急逝と父・和男の政界入りに伴って仙台市に転居した（現住所は仙台市青葉区米ヶ袋1丁目）。
仙台市立片平丁小学校、仙台市立五橋中学校、宮城県仙台第一高等学校を経て、中央大学法学部政治学科を卒業。大学卒業後、法律事務所勤務などを経て、衆議院議員を務めていた父・和男の議員事務所（愛知和男事務所）に勤務した。
2001年（平成13年）、第19回参議院議員通常選挙に無所属（自由民主党、公明党、保守新党の3党推薦）で立候補し初当選、参議院議員となった。同選挙には自由民主党公認として前参議院議員の亀谷博昭も立候補しており、いわゆる保守分裂選挙となったが、仙台市部の保守票をまとめた愛知が競り勝った。当選後には自由民主党から追加公認され、党職として参院国会対策副委員長、遊説局長、青年局長代理を歴任した。また、公職としては参議院財政金融委員会理事、環境委員会理事、憲法調査会幹事、予算委員会理事等を経て、2005年（平成17年）9月には防衛庁長官政務官に就任、翌年9月まで務めた。
2007年（平成19年）の第21回参議院議員通常選挙では公明党の推薦も受けて再選。財政金融委員会筆頭理事だった同年11月、全会一致の慣例を破るかたちで野党が現職財務大臣の証人喚問を議決したが、その際愛知は憤怒して退席、採決を棄権した。また、同職在任中の2008年（平成20年）3月31日にはガソリン税の暫定税率適用期間の終了に直面した。同年9月、参議院内閣委員長に就任。
2013年（平成25年）、第23回参議院議員通常選挙において3期目の当選。同年9月30日、財務副大臣に就任（2014年9月、退任）。
2016年（平成28年）、自由民主党参議院政審会長に就任。
2017年（平成29年）3月26日、自由民主党宮城県連会長に就任。
2019年（平成31年）3月、党県連会長を退任。同年7月21日の第25回参議院通常選挙で4選を目指すも、野党統一候補で立憲民主党新人の石垣のりこに敗れ、落選。

## 政策・主張

### 安全保障
- 憲法9条の改正に賛成。自衛隊の役割や限界を明記するべきとしている。
- 集団的自衛権の行使に賛成[6]。
- 普天間基地の辺野古への移設に賛成[6]（普天間基地移設問題参照）。

### 消費税増税
- 2014年4月に予定されていた消費税の8%への引き上げについて「予定通りに引き上げるべき」と回答している[6]。
- 2019年10月に予定されている消費税の10%への引き上げについて「法律に従い、引き上げるべきだ」と回答している[7]。
- 第25回参議院議員通常選挙に先駆けて行われた公開討論会において、「年金制度の安定には公平な負担が必要」と述べ、消費税の10%への引き上げを訴えた[8]。また、公示日での第一声では、「年金の重要な財源は消費税だ。無責任な政策に耳を傾けてはならない」と述べ、消費税増税の反対を掲げる野党を批判した[9]。
- 消費税率を10%より高くすることについても「どちらかと言えば賛成」と回答している[10]。

### 原発
- 日本の原発について、当面は必要だが将来は廃止すべき。
- 原発の海外輸出に反対[6]。

### 選択的夫婦別姓法案
- 選択的夫婦別姓法案の導入に賛同し「夫婦はそもそも他人であり、別人格である。その個人の権利は尊重されるべきと考える」と述べていた[11] が、2019年のアンケートにおいては、「どちらとも言えない」と回答している[12]。

### その他
- 自民党の派閥体制を批判しており、当選当初より現在まで派閥に属していない[13]。
- 靖国神社への内閣総理大臣やその他の国務大臣の参拝について「問題ない」としている[6]。
- 将来の年金給付水準が下がるのはやむをえない[6]（マクロ経済スライド参照）。
- 労働市場の規制緩和を進め、企業側が金銭を払えば解雇しやすくすることに賛成[6]。
- 死刑制度に賛成[6]。

## エピソード
- 身長181cm、体重72kgであり、テニス、スキー、ゴルフなどのスポーツ全般と、カラオケを趣味とする[1]。高校時代にはテニス部のキャプテンを務め、団体戦でインターハイへの出場経験がある。
- パスタなどの麺類と、おにぎりが好物である[1]。
- 愛読書は『銀河英雄伝説』・『三国志』、座右の銘は「信なくば立たず」だという[1]。
- 愛犬家であり、子供時代には柴犬の「ムク」を17年間飼っており、現在の事務所にはダックスフントの「クロ」がいる。

## 主な所属団体・委員会・議員連盟
- 自民党たばこ議員連盟[14][15]
- 自由民主党たばこ特別委員会（副委員長）[14]
- 日本会議国会議員懇談会[16]
- 神道政治連盟国会議員懇談会[16]
- みんなで靖国神社に参拝する国会議員の会[16]
- 日中友好議員連盟
- 高速道路建設推進議員連盟
- 国際観光産業振興議員連盟
- 北朝鮮に拉致された日本人を早期に救出するために行動する議員連盟
- 国家主権と国益を守るために行動する議員連盟
- トラック輸送振興議員連盟
- ラムサール条約登録湿地を増やす議員の会
- 憲法調査推進議員連盟
- 栄養士議員連盟
- 港湾議員連盟
- 賃貸住宅対策議員連盟
- 発達障害の支援を考える議員連盟
- 和装振興議員連盟
- 公共物電子境界確定事業を推進する議員連盟
- 日本介護事業連合会会長[17]

## 支援団体
- 全国たばこ販売政治連盟（組織推薦候補者）[15]
- 神道政治連盟[18]

他多数

## 二重国籍問題
- 2005年から2006年の防衛大臣政務官だった当時において、日本国籍の他に米国籍も保有していたことが明らかになった。愛知自身は立候補直前の2001年6月（当時32歳）、法務省に日本国籍の選択の届出をしており、戸籍謄本にも記載されている。同時にアメリカ大使館にアメリカ国籍離脱の申請をしているが、出生証明書等、書類の不備により不可となる。その後、渡米の度にアメリカ国籍離脱を申し入れるが、実現しなかった。同議員事務所によると、最終的にはアメリカ政府の特段の政治的配慮によって2012年6月に米国籍を離脱したという[19]。

## 家族
- 父親は元衆議院議員で環境庁長官などを務めた愛知和男、祖父は元衆議院議員で大蔵大臣などを務めた愛知揆一、曽祖父は物理学者の愛知敬一。ただし、和男は揆一の養女の婿養子であるため、治郎は揆一・敬一と血縁関係はない。
- 2018年に20歳年下の女性と結婚。妻の愛知加奈絵は2023年の宮城県議選への立候補を検討していたが、断念している。

## 選挙歴
| 当落 | 選挙                     | 執行日         | 年齢 | 選挙区       | 政党       | 得票数     | 得票率 | 定数 | 得票順位 /候補者数 | 政党内比例順位 /政党当選者数 |
| ---- | ------------------------ | -------------- | ---- | ------------ | ---------- | ---------- | ------ | ---- | ------------------ | ---------------------------- |
| 当   | 第19回参議院議員通常選挙 | 2001年07月29日 | 32   | 宮城県選挙区 | 無所属     | 27万2874票 | 27.46% | 2    | 2/6                | /                            |
| 当   | 第21回参議院議員通常選挙 | 2007年07月29日 | 38   | 宮城県選挙区 | 自由民主党 | 35万9099票 | 34.48% | 2    | 2/4                | /                            |
| 当   | 第23回参議院議員通常選挙 | 2013年07月21日 | 44   | 宮城県選挙区 | 自由民主党 | 42万1634票 | 44.71% | 2    | 1/5                | /                            |
| 落   | 第25回参議院議員通常選挙 | 2019年07月21日 | 50   | 宮城県選挙区 | 自由民主党 | 46万5194票 | 47.65% | 1    | 2/3                | /                            |